# Sebau-mehu
Sebau-mehu war ursprünglich die altägyptische Bezeichnung des achten Dekansternbildes im Alten Reich, das aus drei Sternen bestand. Es wurde im Nutbuch der Dekanliste von Sethos I. zunächst noch erwähnt, fand aber in den späteren Dekanlisten seit dem Aufkommen der Diagonalsternuhren im Mittleren Reich keine Berücksichtigung mehr.
Im Alten Reich galt noch das klassische Himmelsbild, das nur eine Aufteilung in südliche und nördliche Sterne kannte. Die jeweils aufgeführten Dekane datierten nach ihren heliakischen Aufgängen. Aufgrund der im Mittleren Reich vorgenommenen Änderung der Dekansystematik erfüllte das Dekansternbild Sebau-mehu nicht mehr die Anforderungen bezüglich der akronychischen Kulmination beziehungsweise des akronychischen Eintritts in die Duat.  